# Circus (película de 2000)
Circus (El Círculo del Crimen, en español) es una película de suspenso estrenada el 2000. Está protagonizada por Famke Janssen, John Hannah, Christopher Biggins, Amanda Donohoe y la dirige Rob Walker.

## Sinopsis
Leo (John Hannah) y su atractiva esposa Lily (Famke Janssen) son la pareja más genial de la ciudad y tienen un sueño: abandonar el mundo del crimen y huir a Cuba con un billete sólo de ida. Para ello, planean juntos una gran estafa, en la que una gran variedad de oportunistas y sin escrúpulos se verán involucrados, en busca de una parte del botín. Con el golpe ya en marcha, Leo y Lily cambiarán repentinamente sus planes para guardar una ventaja sobre el fraude y la intriga, en la que se verán envueltos un sádico prestamista que persigue a Leo para que pague sus deudas, un ingenuo Goliat, llamado Moose (Tom Lister Jr.), en busca de su novia, el mafioso Bruno y el excéntrico Julius (Peter Stormare).

## Reparto
- Famke Janssen como Lily Garfield
- John Hannah como Leo
- Peter Stormare como Julius
- Eddie Izzard como Troy
- Fred Ward como Elmo
- Lucy Akhurst como Helen
- Brian Conley como Bruno
- Tom Lister Jr. como Moose
- Amanda Donohoe como Gloria
- Ian Burfield como Caspar
- Neil Stuke como Roscoe
- Michael Attwell como Magnus
- Jason Watkins como Dom
- Christopher Biggins como Arnie